# King Abdullah Sport City Stadium
El Estadio Rey Abdullah SC (anteriormente Estadio Príncipe Abdullah bin Abdul Aziz) es un estadio multiusos ubicado en la ciudad de Buraydah, Arabia Saudita. Lleva el nombre en honor del rey saudí Abdalá bin Abdelaziz. Es utilizado principalmente para la práctica del fútbol y atletismo, siendo utilizado por los clubes Al-Taawoun y Al-Raed, ambos integrantes de la Liga Saudí.